# Karlsruhe
För andra betydelser, se Karlsruhe (olika betydelser).
Karlsruhe är en kretsfri stad i regionen Mittlerer Oberrhein i Regierungsbezirk Karlsruhe i förbundslandet Baden-Württemberg i Tyskland.  Staden ligger vid Rhen, nära gränsen till Frankrike och omkring 60 km söder om Mannheim och Ludwigshafen och cirka 80 km nordväst om Stuttgart. 
Folkmängden uppgår till cirka 310 000 invånare. 

## Historia
Staden grundades 17 juni 1715 i och med grundläggandet av slottet Karlsruhe av Karl III Wilhelm av Baden-Durlach och namngavs efter honom. Staden anlades på en skogbeväxt sandslätt efter norditalienskt mönster. Mitt i en ring uppfördes slottet, från vilken 31 vägar radierade ut genom skogen. Nio av de mot söder radierande vägarna utbyggdes till gator. Karlsruhe fick på så sätt en solfjäderformig stadsplan. På 1800-talet tillkom sex nya radialgator och fyra nya stadsdelar. Karlsruhe övertog det av fransmännen förstörda Durlachs funktioner.
Efter 1806 var Karlsruhe residensstad för storhertigarna av Baden. Från revolutionen 1918 och fram till slutet av andra världskriget var staden huvudstad i Republiken Baden som sedan 1952 ingår i Baden-Württemberg.
Av den lilla residensstaden, av vars 13 711 innevånare 1812 ännu hälften bestod av statstjänstemän, hovpersonal och militär växte upp en stad med livlig industri och handel. År 1925 levde 71 % av befolkningen av industri, handel och kommunikation, och endast 14 % av allmän tjänst. Detta hörde samman med att Karlsruhe blev centrum för flera viktiga kommunikationsleder. Nio järnvägar ledde i början av 1900-talet till staden, och 1899–1901 förbands Karlsruhe genom en 1 900 meter lång kanal med Rhen.
Den nuvarande slottsbyggnaden uppfördes 1752–1782 av Philippe de La Guêpière och Albrecht Friedrich von Kesslau. De flesta officiella byggnaderna stammar från 1800-talet. Friedrich Weinbrenner byggde från 1814 en katolsk och en evangelisk stadskyrka i klassicerande stil, den förra en rotunda. Bland modernare byggnader märks Utställnings och konserthuset från 1915.

## Kommunikationer

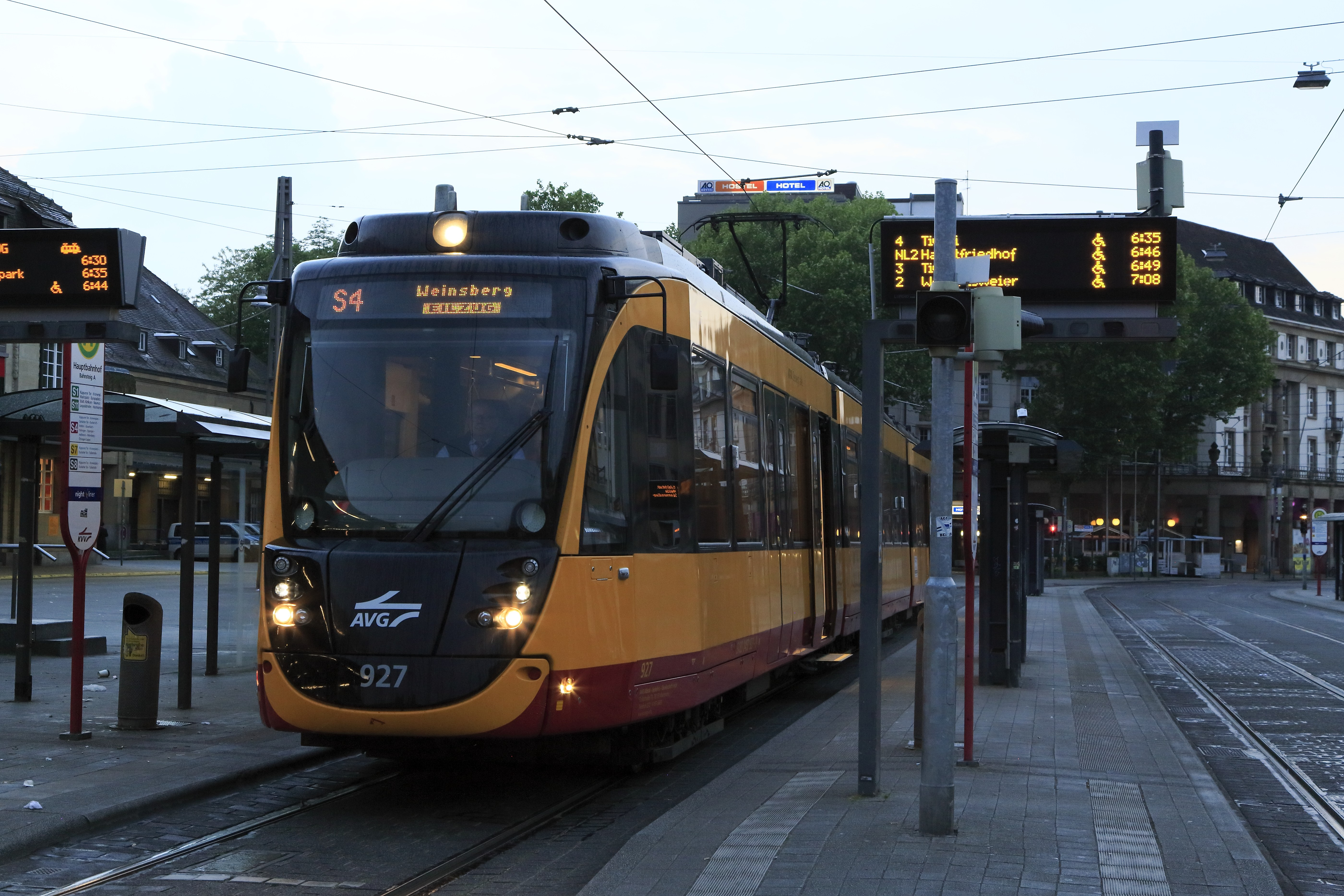
Duospårvagn, som kan köra både på spårväg och på järnvägen.

Genom Karlsruhes östra delar passerar motorvägen A5 från Gießen via Frankfurt am Main söderut till Basel. I Karlsruhe börjar A8 österut mot Stuttgart – München och Wien, A65 norrut mot Ludwigshafen, och A65 i sydvästlig riktning mot Strasbourg och Paris.
Karlsruhe är också en viktig järnvägsknutpunkt. Här korsar banorna Amsterdam–Genève och München–Paris.
Karlsruhe har ett stort spårvägsnät som också omfattar flera sträckor med duospårvagnstrafik.
Genom sin hamn i Rhen har Karlsruhe anknytning med Nordsjön.
Staden har ett flygfält med gräsbanor för lättare privatflygplan, men ett beslut har fattats om att bygga en betongbana för att kunna betjäna matartrafik.

## Utbildning
I Karlsruhe finns förutom sex yrkeshögskolor även Karlsruher Institut für Technologie, som ursprungligen var en teknisk högskola, grundad 1825. Även om tyngdpunkten fortfarande ligger inom det teknologiska området har universitetet sedan länge flera andra fakulteter.

## Rättsväsende

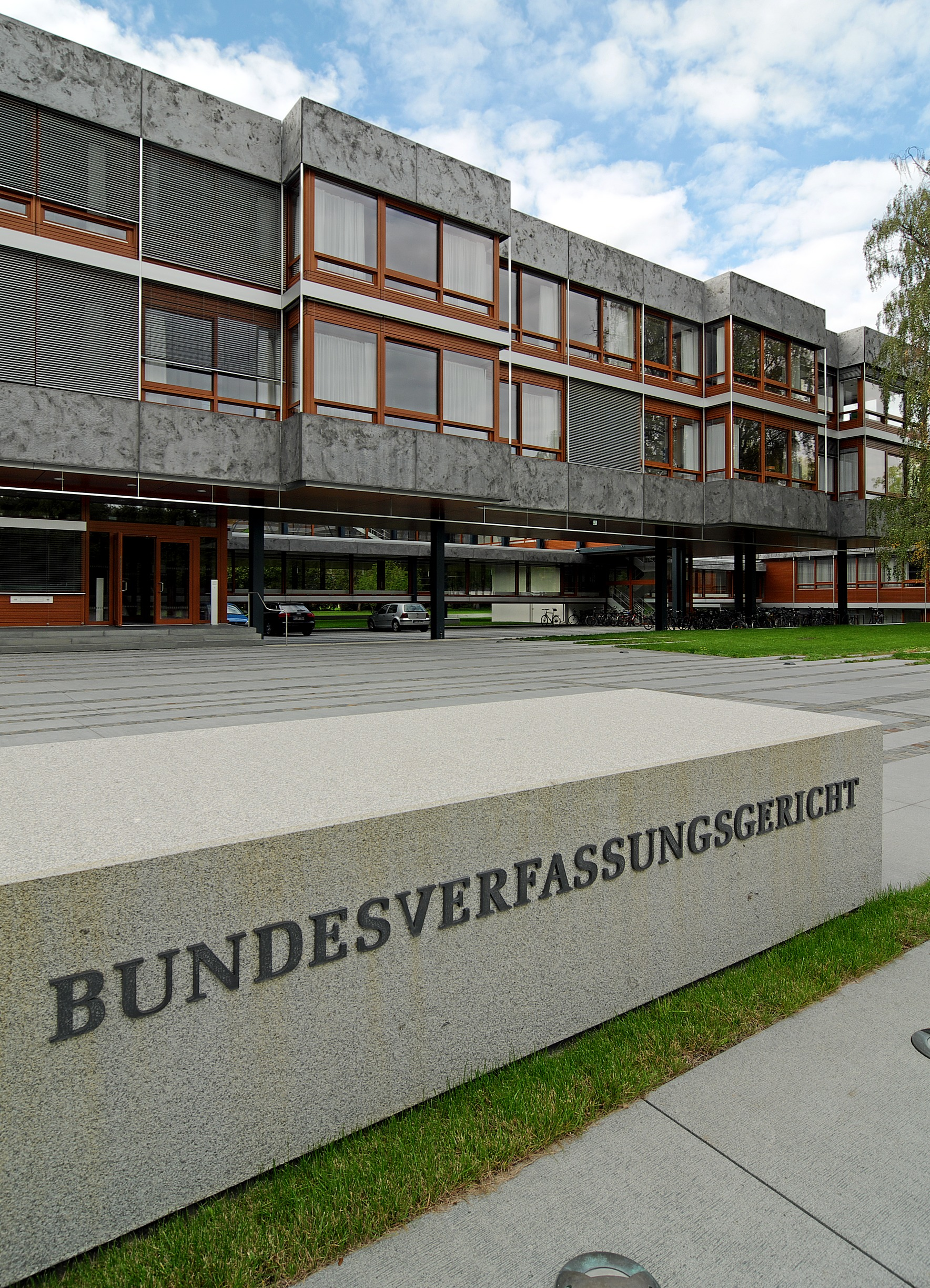
Bundesverfassungsgericht

I Karlsruhe har förbundsrepubliken placerat två av de högsta rättsinstanserna i landet, nämligen Bundesgerichtshof (som motsvarar Högsta domstolen i Sverige) och Bundesverfassungsgericht (som är den högsta författningsdomstolen). Detta har gjort att staden också kallas Rättens residens.

## Idrott
Fotbollslaget Karlsruher SC är stadens mest framgångsrika fotbollslag och spelar på Wildparkstadion. 

## Kända personer
- Carl Benz
- Karl Drais (1785–1851), uppfann den tvåhjuliga cykeln
- Josef Wilhelm Durm (1837–1919), arkitekt
- Hans Frank (1900–1946), nazist, generalguvernör för Generalguvernementet (Polen)
- Karl Hofer (1878–1955), målare inom expressionismen
- Joachim Israel (1920–2001), sociolog, kom till Sverige 1938
- Oliver Kahn (född 1969), fotbollsmålvakt
- Gunnar Martinsson (1924–2012), svensk landskapsarkitekt, professor i Karlsruhe
- Friedrich Ratzel (1844–1904), geograf (känd för arbeten inom politisk geografi)
- Mehmet Scholl
- Drottning Victoria av Sverige